# Lajla Përnaska
Lajla Përnaska, est une femme politique albanaise, membre de l'Assemblée de la République d'Albanie pour le Parti démocrate d'Albanie de 2005 à 2013'.
Elle étudie la pédiatrie à l'Université de Tirana, puis se spécialise à l'Université Paris Descartes et à l'Université Henri-Poincaré en France. 
Elle est élue députée de Tirana aux élections générales de 2005. Elle siège à la Commission de la politique étrangère et à la Commission du travail, des affaires sociales et de la santé.